# Arcidiecéze montpellierská
Arcidiecéze Montpellier (-Lodève-Béziers-Agde-Saint-Pons-de-Thomières) (lat. Archidioecesis Montis Pessulani (-Lotevensis-Biterrensis-Agathensis-Sancti Pontii Thomeriarum), franc. Archidiocèse de Montpellier, Lodève, Béziers, Agde et Saint-Pons-de-Thomières) je starobylá francouzská římskokatolická arcidiecéze, založená v průběhu 3. století. Na arcidiecézi byla povýšena 8. prosince 2002. Leží na území departementu Hérault, jehož hranice přesně kopíruje. Sídlo arcibiskupství i katedrála svatého Petra se nachází v Montpellieru. Arcidiecéze je hlavou montpellierské církevní provincie.

## Historie

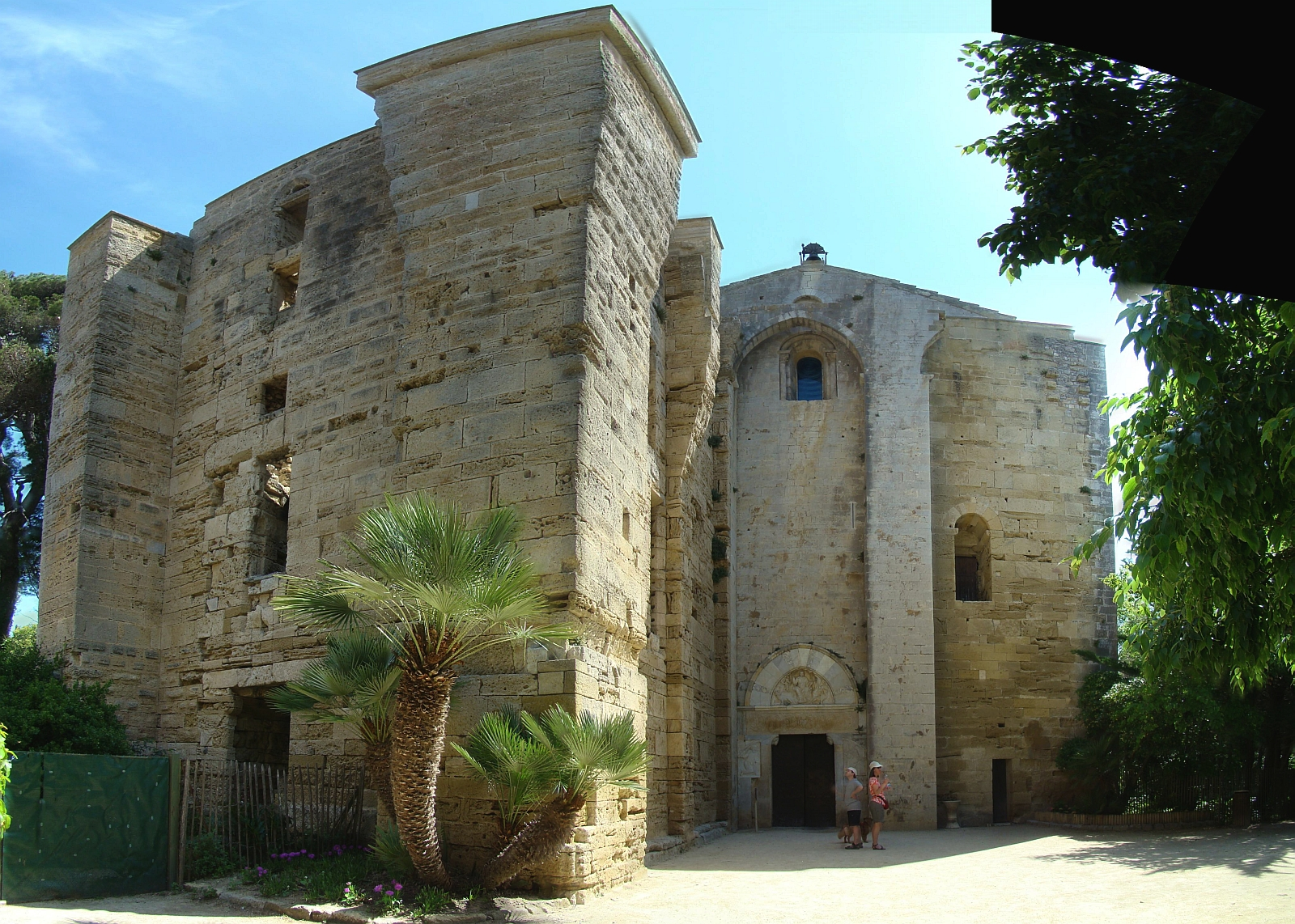
Bývalá katedrála svatého Petra a Pavla v Maguelonne

Biskupství bylo v Maguelone založeno v průběhu 3. století; 27. března 1536 bylo přesunuto do Montpellieru.
V důsledku konkordátu z roku 1801 bylo 29. listopadu 1801 bulou papeže Pia VII. Qui Christi Domini zrušeno velké množství francouzských diecézí, mezi nimi také diecéze Agde, Lavaur, Narbonne (zčásti včleněná do carcassonské diecéze), Saint-Pons-de-Thomières, Vabres (zčásti včleněná do diecéze Cahors) a arcidiecéze Albi. Arcidiecéze Albi byla 6. října 1822 obnovena.
K 16. červnu 1677 byl změněn název diecéze na Montpellier-Lodève-Béziers-Agde-Saint-Pons-de-Thomières.
Dne 8. prosince 2002 byla montpellierská diecéze povýšena na metropolitní arcidiecézi, se čtyřmi sufragánními diecézemi; carcassonsko-narbonskou, Mende, Nîmes a Perpignan-Elne.
Od 9. července 2022 je arcibiskupem-metropolitou Mons. Norbert Turini.